# منصور شکراللهی
منصور شکراللهی قاضی، حقوق‌دان و سیاستمدار اصولگرا ایرانی و نمایندهٔ دورهٔ یازدهم و دوازدهم مجلس شورای اسلامی است.
وی موفق شد در یازدهمین انتخابات مجلس شورای اسلامی که در تاریخ ۲ اسفند ۱۳۹۸ برگزار شد، با کسب ۱۰۵هزار و ۱۴۷ رای از مجموع ۱۵۸هزار و ۵۸ رای ماخوذه، از حوزه انتخابیه کهنوج، منوجان، رودبار جنوب، قلعه گنج و فاریاب از استان کرمان انتخاب گردد و به مجلس راه یابد.

## سوابق
- دادیار دادسرای عمومی و انقلاب شهرستان کنگان از سال ۸۱ تا سال ۸۳
- بازپرس دادگستری عمومی و انقلاب شهرستان کنگان از سال ۸۳ تا سال ۸۶
- معاون دادستان عمومی و انقلاب دادگستری شهرستان کنگان از سال ۸۶ تا سال ۸۸
- دادستان عمومی و انقلاب دادگستری شهرستان کنگان از سال ۸۸ تا سال ۸۹
- رئیس شورای پیشگیری از جرایم شهرستان عسلویه از سال ۹۱ تا حال حاضر
- عضو کمیتهٔ امنیتی و اقتصادی وزارت نفت در پارس جنوبی از سال ۹۲ تا حال حاضر
- قاضی امنیت فرودگاه خلیج فارس بندر عسلویه از سال ۹۲ تا حال حاضر
- رئیس دادگستری شهرستان عسلویه از سال ۸۹ تا حال حاضر[۲]